# Championnat FIA GT 2000
Navigation
Édition précédente Édition suivante
La saison 2000 du Championnat FIA GT est la quatrième édition de cette compétition. Elle se déroule du 26 mars au 22 octobre 2000. Elle comprend dix manches. Elle a consacré les pilotes Julian Bailey et Jamie Campbell-Walter ainsi que l'équipe Lister Storm Racing.

## Calendrier
| Manche | Course                          | Circuit                       | Date         |
| ------ | ------------------------------- | ----------------------------- | ------------ |
| 1      | 500 km de Valencia              | Circuit de Valencia           | 26 mars      |
| 2      | 500 km d'Estoril                | Autódromo do Estoril          | 2 avril      |
| 3      | Trofeo Mario Angiolini (500 km) | Autodromo Nazionale di Monza  | 16 avril     |
| 4      | Days of Thunder (500 km)        | Circuit de Silverstone        | 14 mai       |
| 5      | 500 km de Budapest              | Hungaroring                   | 2 juillet    |
| 6      | 500 km de Zolder                | Circuit de Zolder             | 23 juillet   |
| 7      | 500 km de Zeltweg               | A1-Ring                       | 6 août       |
| 8      | 500 km de Lausitz               | EuroSpeedway Lausitz          | 2 septembre  |
| 9      | 500 km de Brno                  | Autodrom Brno Masaryk         | 17 septembre |
| 10     | 500 km de Magny-Cours           | Circuit de Nevers Magny-Cours | 22 octobre   |

## Résultats
| Manche | Circuit     | Équipe gagnante GT                  | Équipe gagnante N-GT                 | Résultats |
| Manche | Circuit     | Pilotes vainqueurs GT               | Pilotes vainqueurs N-GT              | Résultats |
| ------ | ----------- | ----------------------------------- | ------------------------------------ | --------- |
| 1      | Valencia    | #14 Lister Storm Racing             | #52 Larbre Compétition               | Résultats |
| 1      | Valencia    | Julian Bailey Jamie Campbell-Walter | Patrice Goueslard Christophe Bouchut | Résultats |
| 2      | Estoril     | #14 Lister Storm Racing             | #52 Larbre Compétition               | Résultats |
| 2      | Estoril     | Julian Bailey Jamie Campbell-Walter | Patrice Goueslard Christophe Bouchut | Résultats |
| 3      | Monza       | #25 Carsport Holland                | #51 Pennzoil G-Force                 | Résultats |
| 3      | Monza       | Mike Hezemans David Hart            | Michel Neugarten Nigel Smith         | Résultats |
| 4      | Silverstone | #14 Lister Storm Racing             | #52 Larbre Compétition               | Résultats |
| 4      | Silverstone | Julian Bailey Jamie Campbell-Walter | Patrice Goueslard Christophe Bouchut | Résultats |
| 5      | Hungaroring | #12 Paul Belmondo Racing            | #52 Larbre Compétition               | Résultats |
| 5      | Hungaroring | Boris Derichebourg Vincent Vosse    | Patrice Goueslard Christophe Bouchut | Résultats |
| 6      | Zolder      | #14 Lister Storm Racing             | #77 RWS Red Bull Racing              | Résultats |
| 6      | Zolder      | Julian Bailey Jamie Campbell-Walter | Luca Riccitelli Hans Willems         | Résultats |
| 7      | A1-Ring     | #25 Carsport Holland                | #57 ART Engineering                  | Résultats |
| 7      | A1-Ring     | Mike Hezemans Tom Coronel           | Fabio Mancini Giovanni Luca Colloni  | Résultats |
| 8      | Lausitzring | #3 Freisinger Motorsport            | #77 RWS Red Bull Racing              | Résultats |
| 8      | Lausitzring | Wolfgang Kaufmann Hubert Haupt      | Luca Riccitelli Dieter Quester       | Résultats |
| 9      | Brno        | #25 Carsport Holland                | #52 Larbre Compétition               | Résultats |
| 9      | Brno        | Mike Hezemans David Hart            | Patrice Goueslard Christophe Bouchut | Résultats |
| 10     | Magny-Cours | #14 Lister Storm Racing             | #52 Larbre Compétition               | Résultats |
| 10     | Magny-Cours | Julian Bailey Jamie Campbell-Walter | Patrice Goueslard Christophe Bouchut | Résultats |

## Classements
La manche 2 disputée à Estoril ayant été tronquée, seule la moitié des points a été octroyée.

### Championnat pilotes
Les points sont octroyés aux 6 premiers classés de chaque catégorie dans l'ordre 10–6–4–3–2–1.

### Championnat des équipes
Les points sont octroyés aux 6 premiers classés de chaque catégorie dans l'ordre 10–6–4–3–2–1. Les points sont obtenus par deux voitures maximum pour chaque équipe.

#### Classements GT
| Pos | Équipe                      | Voiture              | Moteur                     | Mc 1 | Mc 2 | Mc 3 | Mc 4 | Mc 5 | Mc 6 | Mc 7 | Mc 8 | Mc 9 | Mc 10 | Total |
| --- | --------------------------- | -------------------- | -------------------------- | ---- | ---- | ---- | ---- | ---- | ---- | ---- | ---- | ---- | ----- | ----- |
| 1   | Lister Storm Racing         | Lister Storm         | Jaguar 7,0 L V12           | 10   | 5    | 4    | 10   | 6    | 10   |      | 5    | 10   | 12    | 72    |
| 2   | Paul Belmondo Racing        | Chrysler Viper GTS-R | Chrysler 8,0 L V10         | 10   | 5    |      | 4    | 10   | 10   | 9    | 6    | 4    | 4     | 62    |
| 3   | Carsport Holland            | Chrysler Viper GTS-R | Chrysler 8,0 L V10         | 3    | 1.5  | 10   | 6    | 1    |      | 10   | 3    | 10   | 6     | 50.5  |
| 4   | Freisinger Motorsport       | Porsche 911 GT2      | Porsche 3,8 L Turbo Flat-6 | 2    |      | 6    |      | 3    | 4    | 4    | 10   | 2    | 1     | 32    |
| 5   | Chamberlain Motorsport      | Chrysler Viper GTS-R | Chrysler 8,0 L V10         | 1    | 1    | 3    | 3    | 4    |      |      |      |      |       | 12    |
| 6=  | Paul Belmondo Competition   | Chrysler Viper GTS-R | Chrysler 8,0 L V10         |      |      | 1    | 2    |      |      |      |      |      | 3     | 6     |
| 6=  | Konrad Motorsport           | Porsche 911 GT2      | Porsche 3,8 L Turbo Flat-6 |      |      |      |      | 2    |      | 2    | 2    |      |       | 6     |
| 8   | Marcos Racing International | Marcos Mantara LM600 | Chevrolet 5,9 L V8         |      | 0.5  |      |      |      | 2    |      |      |      |       | 2.5   |
| 9   | Team ART                    | Chrysler Viper GTS-R | Chrysler 8,0 L V10         |      |      | 2    |      |      |      |      |      |      |       | 2     |
| 10  | Wieth Racing                | Porsche 911 GT2      | Porsche 3,8 L Turbo Flat-6 |      |      |      |      |      |      | 1    |      |      |       | 1     |

#### Classements N-GT
| Pos | Équipe                        | Voiture           | Moteur               | Mc 1 | Mc 2 | Mc 3 | Mc 4 | Mc 5 | Mc 6 | Mc 7 | Mc 8 | Mc 9 | Mc 10 | Total |
| --- | ----------------------------- | ----------------- | -------------------- | ---- | ---- | ---- | ---- | ---- | ---- | ---- | ---- | ---- | ----- | ----- |
| 1   | Larbre Compétition Chéreau    | Porsche 911 GT3-R | Porsche 3,6 L Flat-6 | 13   | 5    | 6    | 12   | 10   | 8    | 4    | 7    | 14   | 10    | 89    |
| 2   | RWS Red Bull Racing           | Porsche 911 GT3-R | Porsche 3,6 L Flat-6 | 2    | 3    |      | 6    | 3    | 10   | 4    | 12   | 9    | 8     | 57    |
| 3   | Pennzoil Quaker State G-Force | Porsche 911 GT3-R | Porsche 3,6 L Flat-6 | 6    | 3    | 10   | 7    | 10   | 7    |      | 4    |      | 4     | 51    |
| 4   | EMKA GTC                      | Porsche 911 GT3-R | Porsche 3,6 L Flat-6 | 4    | 1.5  | 6    |      | 2    |      | 6    | 3    |      |       | 22.5  |
| 5   | ART Engineering               | Porsche 911 GT3-R | Porsche 3,6 L Flat-6 |      |      | 3    | 1    |      |      | 10   |      | 1    |       | 15    |
| 6   | MAC Racing                    | Porsche 911 GT3-R | Porsche 3,6 L Flat-6 |      | 0.5  | 1    |      | 1    | 1    | 2    |      |      |       | 5.5   |
| 7   | Perspective Racing            | Porsche 911 GT3-R | Porsche 3,6 L Flat-6 | 1    |      |      |      |      |      |      |      |      | 3     | 4     |
| 8   | Haberthur Racing              | Porsche 911 GT3-R | Porsche 3,6 L Flat-6 |      |      |      |      |      |      |      |      | 2    | 1     | 3     |